# Legge di Hofstadter
La legge di Hofstadter è un enunciato di natura ricorsiva riportato nel libro Gödel, Escher, Bach: un'eterna ghirlanda brillante di Douglas Hofstadter. Viene riportato nel seguente modo:
Si tratta di una frase autoreferenziale in quanto contiene un esplicito riferimento alla legge stessa.
La legge è usata soprattutto in campo informatico, in quanto sottolinea la difficoltà nel prevedere con precisione il tempo che si impiegherà per eseguire una determinata operazione.